# Honda T360

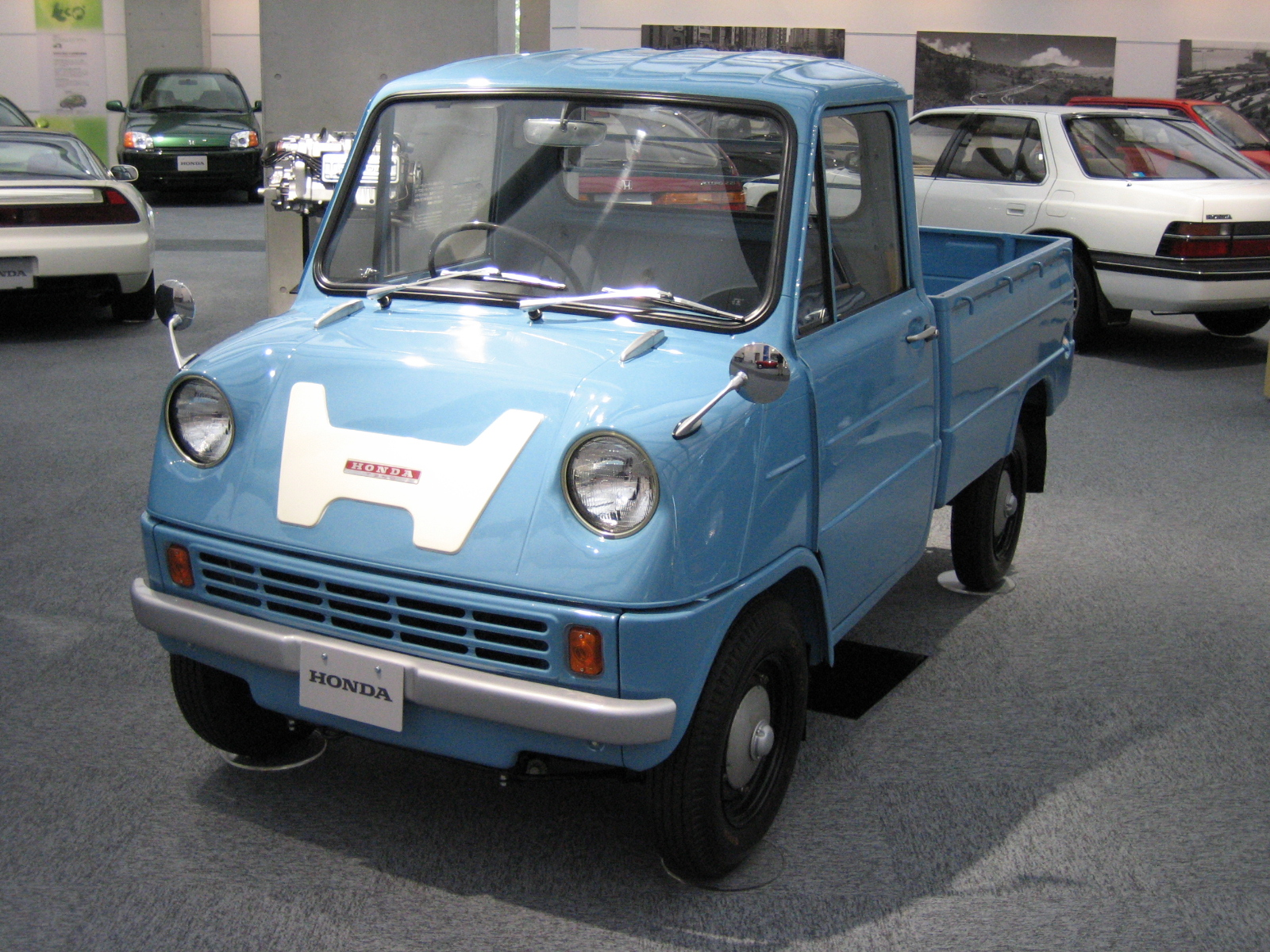
Honda T360

Der Honda T360 von 1962 war der erste Kei-Truck von Honda, wobei das T für mini truck (kleiner Lastwagen) und die Zahl für den Hubraum in cm³ stand. Das Fahrzeug hatte den Typcode AK250 und Produktcode 500+548+562.
Dieser Kleintransporter wurde erstmals am 25. Oktober 1962 auf der 9. Tokyo Motor Show, neben dem Sportwagen-Vorserienmodell S360 und dem S500, Hondas erstem Personenwagen, der Öffentlichkeit präsentiert.

## Entwicklung und Vorstellung
Die japanische Regierung, vertreten durch das MITI, hatte 1962 beschlossen, ein Gesetz zu verabschieden, in dem nur drei Firmen die Rechte zum Bau von Automobilen erhalten sollten.
Die ganze PKW Entwicklung bei Honda begann 1958 mit einer kleinen Gruppe von 50 neuen Mitarbeitern, die die erste Entwicklungsabteilung für Automobile bildete. Yoshio Nakamura, der spätere Formel-1-Teammanager, war als Projektleiter der Honda Sports und Kleintransporter-Serie verantwortlich. 1957, im Alter von 39 verließ er Kurogane für Honda und ihm wurde die 3. Honda Forschungsabteilung bei Honda R&D übertragen. Zuerst wurden ihm nur sieben junge Ingenieure zu Seite gestellt.
Im Oktober 1958 waren die ersten Entwürfe fertig. Am 31. Mai 1960 wurde der erste Prototyp XA-120 fertiggestellt und die ersten Fahrversuche unternommen. Er hatte einen längsliegenden luftgekühlten 60-Grad-4-Zylinder V-Motor. Dieser Versuchsträger war nur für die ersten Tests konstruiert worden und hatte einen Semi-Monocoque-Rahmen mit einem flachen Boden. Die Motorhaube und Kotflügel waren aus Blechteilen und angeschraubt. Das Dach und die Türen bestanden aus Kunststoff-Teilstücken und waren angeklipst.
Am 2. Juni 1961 wurde der 2X-120 als weiterer Prototyp mit dem längsliegenden luftgekühlten 60-Grad-V4-Motor auf die Räder gestellt. Aufgrund von verschiedenen Einschränkungen des luftgekühlten Motorprinzips wurde dieser V4-Zylindermotor zunächst als nicht geeignet verworfen. Die Luftkühlung war eigentlich Sōichirō Hondas Favorit gewesen, er wurde aber von den Ingenieuren von den Vorteilen des wassergekühlten Aggregats überzeugt.
Im Prototyp 3X-120 im April 1962 und im Vorserienfahrzeug XAK-250 im Juni 1962 kam für den Kleintransporter T360 ebenfalls ein längsliegender wassergekühlter 360-cm³-Vierzylinder-Motor (AK250E) zum Einsatz.
Den Kleintransporter T360 (Produktcode 500+548+562) gab es in vier Versionen. Als T360F als Pritschenwagen ohne Wände aber verstärkten Eckteilen, T360H mit abklappbaren Teilen, als T360V mit fester Pritschenwand und Spriegel mit Plane oder festem Aufbau. Als weitere und sehr seltene Variante für den Schneebetrieb war der T360 Crawler erhältlich, der statt der Hinterräder einen Raupenantrieb hatte und an den Vorderräder mit Kufen versehen war.
Die Presse konnte im August 1963 Testfahrten auf der Honda eigenen Arakawa-Teststrecke unternehmen. Der T360 kam im August 1963 auf den japanischen Markt und wurde in Saitama (jetzt Wako Plant) gebaut, ab April 1965 bis November 1967 im Werk von Sayama, insgesamt 108.920 Stück.

## Technik
Der kleine wassergekühlte 360-cm³-Vierzylinder-Hochleistungsmotor aus Aluminiumguss mit zwei obenliegenden Nockenwellen (DOHC), war vorne längs und ca. 90 Grad nach links um die Längsachse geneigt im Motorraum platziert, um eine geringere Einbauhöhe unter der Fahrerkabine zu ermöglichen. Für die Lagerung der Kurbelwelle und als untere Pleuellager benutzte Honda ausschließlich Nadellager, wodurch man neben kleineren Reibungsverlusten auch geringere Schmier- und Kühlprobleme erreicht hatte. Er produzierte mit seinen effektiven 354 cm³ 22 kW (30 PS) bei 8.500/min. Daraus ergab sich eine Literleistung von 84,5 PS/l. Das maximale Drehmoment gab man mit 2,7 mkp (26,5 Nm) bei 6.000/min an. Für jeden Zylinder war ein eigener Keihin-Vergaser mit Drosselklappe und unterdruckgesteuertem Schieber vorgesehen. Der Motor war durch die hochklappbare Fahrersitzbank zugänglich, die eine Kontrolle des Kühlwassers, Motoröls und Getriebeöls, Zündung, Lichtmaschine, Vergaser und Luftfilter ermöglichte.
Die Kraft wurde über eine Kardanwelle auf ein Differential zur Hinterachse übertragen. Die konventionelle Starrachse mit Differential war an Blattfedern und Stoßdämpfern aufgehängt. Die Vorderräder waren an Querlenkern mit Stoßdämpfern und Schraubenfedern aufgehängt. Die Verzögerung übernahmen vier Trommelbremsen.
Im japanischen Prospekt wurde eine Höchstgeschwindigkeit von 100 km/h angegeben. Die maximale Zuladung wurde mit 350 kg und der Wenderadius mit 4,3 m angegeben. Die Abmessungen waren: L×B×H 2990×1295×1525 mm. Der Benzintank konnte 20 Liter aufnehmen und die Reifen hatten die Dimension 4.50-12.
Die Instrumente waren in einem rechteckigen Gehäuse untergebracht und bestanden aus einem Tachometer bis 80 mph, einem Kühlwasserthermometer, der Kraftstoffanzeige und Warnlampen mit Symbolen für Blinker, Batterie-Ladezustand und Handbremse. Links davon waren Druckschalter für den Scheibenwischer, Standlicht und Fahrlicht. Der Kleintransporter wurde nur mit Rechts-Steuerung gebaut.
Mit der Länge des Wagens von 2,99 m hatte man die japanische Verpflichtung, einen Abstellplatz ab 3 m Länge bereitzustellen, einfach umgangen und so einen großen Käuferkreis erreicht. Diese Kleinlieferwagen wurde in den 60er Jahren in Japan als die Kei-Car-Klasse bezeichnet.

## Honda T500
Der T500  (Typcode AK280 und dem Produktcode 501) kam 1964 auf den japanischen Markt und der Motor (AK280E) hatte mit effektiven 531 cm³ nun 38 PS bei 7.500/min. Das maximale Drehmoment gab man mit 4,3 mkp (42,2 Nm) bei 4.500/min an. Im japanischen Prospekt wurde eine Höchstgeschwindigkeit von 105 km/h angegeben. Die maximale Zuladung betrug 400 kg und der Wenderadius 4,4 m, die Abmessungen: L×B×H 3190×1295×1545 mm. Der Benzintank konnte 20 Liter aufnehmen und die Reifen hatten die Dimension 4.50-12.
Diesen Kleintransporter T500 (Produktcode 501-503+563) gab es in drei Versionen. Als T500F mit abklappbaren Pritschenwänden, als T500 mit fester Pritschenwand und Spriegel mit Plane. Als weitere und sehr seltene Variante für den Schneebetrieb war der T500 Crawler erhältlich, der statt der Hinterräder einen Raupenantrieb hatte und an den Vorderräder mit Kufen versehen war.
Der T500 wurde von 1964 bis März 1965 im Werk von Saitama (jetzt Wako Plant), ab April 1965 bis 1967 im Werk von Sayama gebaut. Genau 10.226 Stück wurden von diesem Typ produziert und hauptsächlich in Japan und in sehr kleiner Anzahl auch in Australien verkauft.

## Modellübersicht
|                               | Honda T360 Prototyp                                                                                               | Honda T360 | Honda T500 |
| Bild                          | | | |
| Technische Daten              | | | |
| Motor                         | Reihen-Vierzylinder-Viertaktmotor (Leichtmetall), wassergekühlt, DOHC, 4 Keihin-Horizontal-Drosselklappenvergaser | Reihen-Vierzylinder-Viertaktmotor (Leichtmetall), wassergekühlt, DOHC, 4 Keihin-Horizontal-Drosselklappenvergaser | Reihen-Vierzylinder-Viertaktmotor (Leichtmetall), wassergekühlt, DOHC, 4 Keihin-Horizontal-Drosselklappenvergaser |
| Hubraum                       | 356 cm³ | 354 cm³ | 531 cm³ |
| Bohrung × Hub                 | 49 × 47 mm | 49 × 47 mm | 54 × 58 mm |
| Verdichtung                   | 8,5 : 1 | 8,5 : 1 | 9,5 : 1 |
| Leistung                      | 30 PS bei 8500 min−1                                                                                              | 30 PS bei 8600 min−1                                                                                              | 38 PS bei 7500 min−1                                                                                              |
| max. Drehmoment (SAE)         | 26,5 Nm bei 6000 min−1                                                                                            | 26,5 Nm bei 6000 min−1                                                                                            | 42,2 Nm bei 4500 min−1                                                                                            |
| Karosserie                    | Leiterrahmen mit Ganzstahlkarosserie                                                                              | Leiterrahmen mit Ganzstahlkarosserie                                                                              | Leiterrahmen mit Ganzstahlkarosserie                                                                              |
| Fahrwerk vorne                | Einzelradaufhängung mit Querlenker, Federbein, Stoßdämpfer, Stabilisator                                          | Einzelradaufhängung mit Querlenker, Federbein, Stoßdämpfer, Stabilisator                                          | Einzelradaufhängung mit Querlenker, Federbein, Stoßdämpfer, Stabilisator                                          |
| Fahrwerk hinten               | Starrachse, Längslenker, Federbein, Blattfeder                                                                    | Starrachse, Längslenker, Federbein, Blattfeder                                                                    | Starrachse, Längslenker, Federbein, Blattfeder                                                                    |
| Länge × Breite × Höhe (mm)    | 2990 × 1292 × 1552                                                                                                | 2990 × 1294 × 1555                                                                                                | 3190 × 1295 × 1545                                                                                                |
| Radstand (mm)                 | 2000 | 2000 | 2000 |
| Bodenfreiheit (mm)            | 160 | 160 | 150 |
| Serienbereifung               | 4.5–12 4PR | 4.5–12 4/6PR | 4.5-12 4/8PR |
| Wendekreis                    | 8,4 m | 8,6 m | 8,8 m |
| Leergewicht                   | 550 kg | 610 kg | 640 kg |
| Zuladung                      | 350 kg | 350 kg | 400 kg |
| Höchstgeschwindigkeit         | 100 km/h | 100 km/h | 105 km/h |
| Beschleunigung 0–100 km/h     | ca. 28 s | ca. 28 s | ca. 25 s |
| Tankinhalt                    | 20 Liter | 20 Liter | 20 Liter |
| Verbrauch (Super Plus 98 ROZ) | 5,88 l/100 km bei 90 km/h                                                                                         | 5,88 l/100 km bei 100 km/h                                                                                        | 5,55 l/100 km bei 100 km/h                                                                                        |
| Farbe                         | weiß+moosgrün G-3+dunkelgrün                                                                                      | moosgrün G-3 + hellblau PB-31                                                                                     | moosgrün G-3 + hellblau PB-31                                                                                     |
| Neupreis                      | nicht im Verkauf                                                                                                  | 299.000-349.000 Yen (nur Japan)                                                                                   | 325.000-374.000 Yen (Japan)                                                                                       |
| Produktionszeit               | 1961–1963 | 1963–1967 | 1964–1967 |
| Produktion (Stückzahl)        | ca. 8 | 108.920 | 10.226 |

## Nachfolger

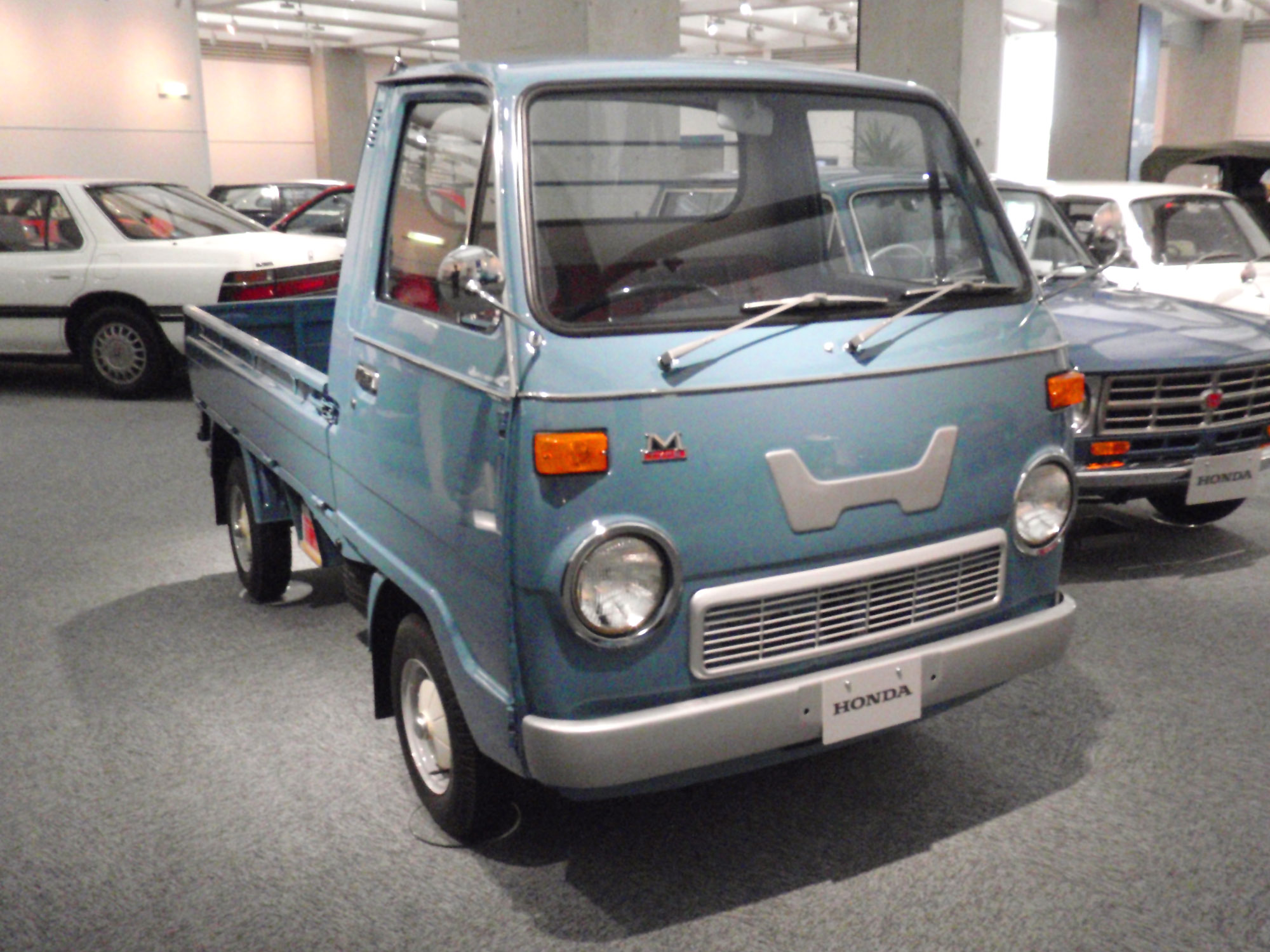
Honda TN360

Der T360 wurde 1967 durch den TN360 (Produktcode 567) ersetzt. Dieser hatte nun den luftgekühlten Zweizylinder, ähnlich dem der N360 Limousine. Er hatte mit effektiven 354 cm³ nun 30 PS bei 8.000/min. Das maximale Drehmoment gab man mit 3 mkp (29,4 Nm) bei 5.500/min an. Im japanischen Prospekt wurde eine Höchstgeschwindigkeit von 100 km/h (62 mph) angegeben. Die maximale Zuladung betrug 350 kg und der Wendekreis 8 m, die Abmessungen: L×B×H 2990×1295×1625 mm. Der Benzintank konnte 26 Liter aufnehmen und die Reifen hatten die Dimension 5.00-10.